# Карнийское плювиальное событие
| система                                                                          | отдел     | ярус        | Ниж. граница, млн лет |
| -------------------------------------------------------------------------------- | --------- | ----------- | --------------------- |
| Юра                                                                              | Нижняя    | Геттангский | 201,4 ±0,2            |
| Триас                                                                            | Верхний   | Рэтский     | ~205,7                |
| Триас                                                                            | Верхний   | Норийский   | ~227,3                |
| Триас                                                                            | Верхний   | Карнийский  | ~237                  |
| Триас                                                                            | Средний   | Ладинский   | 241,464 ±0,28         |
| Триас                                                                            | Средний   | Анизийский  | 246,7                 |
| Триас                                                                            | Нижний    | Оленёкский  | 249,9                 |
| Триас                                                                            | Нижний    | Индский     | 251,902 ±0,024        |
| Пермь                                                                            | Лопинский | Чансинский  | больше                |
| Деление и золотые гвозди в соответствии с IUGS по состоянию на декабрь 2024 года |           |             |                       |

Карнийское плювиальное событие или карнийский плювиальный эпизод (англ. Carnian Pluvial Episode, CPE), — серьёзное изменение глобального климата и биотического круговорота, которое произошло во время карнийского века позднего триаса примерно 230,9 млн лет назад. В период «Карнийского плювиального эпизода» в местности, расположенной в западной части современной Канады, произошла серия крупных извержений, вследствие чего длительное время шли кислотные дожди, последовали вспышки глобального потепления, климат часто изменялся: влажный на сухой и наоборот, что в значительной степени способствовало будущему процветанию эпохи динозавров. Изменение климата сопровождалось периодом повышенной влажности, длящимся около одного миллиона лет, и серьёзным снижением биоразнообразия в океане и на суше.
Эпизод отмечен отрицательным сдвигом ≈4 ‰ в стабильных изотопах углерода (δ) ископаемых молекул (н-алканов) высших растений и в общем органическом углероде. Отрицательный сдвиг ≈1,5 ‰ в стабильных изотопах кислорода (δ) в апатитах конодонтов указывает на глобальное потепление. Во время этого события произошли основные изменения в организмах, ответственных за производство карбоната кальция. Остановка карбонатной седиментации наблюдается в глубоководных ископаемых южной Италии, что, вероятно, было вызвано увеличением глубины карбонатной компенсации (CCD). Высокие темпы вымирания наблюдались среди аммонитов, конодонтов, мшанок и морских лилий. Основные эволюционные инновации, которые последовали за карнийским плювиальным эпизодом, это первое появление динозавров, лепидозавров, распространение хвойных деревьев, известковых нанофосилий и мадрепоровых кораллов.

## Климат во время Карнийского плювиального события
Засушливый климат позднего триаса был прерван заметно более влажными условиями Карнийского плювиального события (CPE).
Доказательством повышенного количества осадков в течение CPE являются:
- развитие палеопочв, типичных для тропического влажного климата с положительными температурами воды в течение всего года;
- гигрофитно-палинологические комплексы, отражающие более приспособленную к влажному климату растительность;
- поступление силикокластических отложений в бассейны полезных ископаемых из-за усиления континентального выветривания и речного стока;
- повсеместное присутствие янтаря. Однако в целом влажный климат периодически прерывался этапами и засушливого климата.

Изотопный анализ кислорода, выполненный на конодонт-апатите, показывает отрицательный сдвиг ≈1,5 ‰. Это отрицательное отклонение δ предполагает глобальное потепление на 3-4 °C во время CPE и/или изменение солёности морской воды.

## Биологический оборот
Вымирание: серьёзно пострадали от CPE и испытали высокие темпы исчезновения конодонты, аммоноидеи, мшанки и зелёные водоросли. Но наиболее заметными были изменения среди других групп: динозавров, известковых нано-окаменелостей, кораллов и морских лилий.
Динозавры: по данным радиоизотопного датирования возраст ископаемых остатков самых древних из известных динозавров (Eoraptor), обнаруженных в формации Исчигуаласто в Аргентине, составляет 230,3—231,4 млн лет. Этот возраст очень похож на минимальный возраст, рассчитанный для CPE (≈230,9 миллиона лет назад).
Известковые нанофоссилии: первые планктонные кальцификаторы возникли сразу после CPE и могли быть известковыми диноцистами, то есть известковыми цистами динофлагеллат.

## Воздействие на карбонатные платформы
В начале CPE резкое изменение геометрии карбонатной платформы зафиксировано в западной части Тетиса. Высокий рельеф, в основном изолированные небольшие карбонатные платформы, окружённые крутыми склонами, типичными для раннего карния, сменились карбонатными платформами с низким рельефом и пологими склонами (например, пандусами). Этот оборот связан с серьёзным изменением в биологическом сообществе, ответственном за осаждение карбоната кальция.
Высокопродуктивное биологическое сообщество с преобладанием бактерий, действие которого привело к образованию карбонатов на высоких платформах, было заменено менее продуктивным сообществом с преобладанием моллюсков и метазоа. В Южно-Китайском блоке гибель карбонатных платформ сочетается с формированием отложений, типичных для бескислородных сред (чёрные сланцы). Эти аноксические уровни часто связаны с ископаемыми лагерштеттами, которые очень богаты криноидеями и рептилиями (например, ихтиозавры).

## Причины

### Извержение паводковых базальтов Врангеллии
Недавнее открытие заметного отрицательного сдвига δ в н-алканах высших растений предполагает массивную инъекцию CO2 в систему атмосфера — океан в основании CPE.
Минимальный радиометрический возраст CPE (≈230,9 млн лет назад) подобен в возрасте базальтам в трапповой формации (LIP) (торрейне) Врангеллия. В геологической летописи вулканизм LIP часто соотносится с эпизодами серьёзных климатических изменений и исчезновений, которые могут быть вызваны загрязнением экосистем с массовым выбросом вулканических газов, таких как CO2 и SO2. Большой выброс CO2 в системе атмосфера-океан Врангеллией может объяснить увеличение поступления силикокластического материала в бассейны, что наблюдалось во время CPE.
Увеличение содержания CO2 в атмосфере могло привести к глобальному потеплению и, как следствие, ускорению гидрологического цикла, что значительно усилило выветривание континентов. Более того, если он был достаточно быстрым, внезапное повышение уровня pCO2 могло привести к подкислению морской воды с последующим увеличением глубины карбонатной компенсации (CCD) и кризисом карбонатных осадков (например, исчезновение карбонатных платформ в западной части Тетиса).

### Подъём киммерийского орогенеза
Согласно альтернативной гипотезе, Карнийское плювиальное событие было региональным климатическим возмущением, наиболее заметным в западной части Тетиса и связанным с поднятием нового горного хребта, Мезозойской складчатости, которое произошло в результате закрытия тетической северной ветви к востоку от Тетиса, на востоке настоящего европейского континента. Новый горный хребет формировался на южной стороне Лавразии, делая примерно то же, что сегодня делают Гималаи и Азия в целом для Индийского океана, поддерживая сильный градиент давления между океаном и континентом и, таким образом, создавая муссоны.
Таким образом, летние муссонные ветры были перехвачены горным хребтом Киммерия и вызвали сильные дожди, что объяснило переход к влажному климату, наблюдаемому в западных отложениях Тетиса.